# 設計規格
設計規格（英語：Design specification），提供了準確和清晰的產品設計資訊，並提供設計所需的所有的資訊和必要的參考。

## 簡述
設計規格包括了功能需求和非功能需求的深度細節，如：假設、限制、效能、尺寸、重量、可靠度和標準，以達成預期的結果。
設計規格聚焦於產品的功能，因此可運用於建築業、製造業、產品組裝業和資訊軟體業，不論產品是機電的馬達、汽車的鏡子，甚至是完整的軟體產品，一份好的設計規格都應該可重製出相同規格結果的產品。

## 產品設計規格
產品設計規格（product design specification，簡稱PDS）是一份文件，可以說明設計方式、所預期達到目的，以及設計和需求的符合程度。需求可以從產品需求規格（Product Requirement Specification，簡稱PRS）中產生。產品設計規格的目的是在確認產品後續的設計及開發可以符合使用者的需要（或需求）。產品設計規格是产品生命周期管理中的文件之一。